# Сушиця (Іванчна Гориця)
Сушиця (словен. Sušica) — поселення в общині Іванчна Гориця, Осреднєсловенський регіон, Словенія. Висота над рівнем моря: 330 м.